# شایفلینگ
شایفلینگ (به آلمانی: Scheifling) یک منطقهٔ مسکونی در اتریش است که در مورو واقع شده‌است. شایفلینگ ۱۵٫۳۷ کیلومتر مربع مساحت دارد ۷۶۲ متر بالاتر از سطح دریا واقع شده‌است.